# 네네츠 자치구의 행정 구역
다음은 네네츠 자치구의 행정 구역에 관한 설명이다.
구 지정 도시:
- 나리얀마르(Нарьян-Мар)

군:
- 자폴랴르니군(Заполярный)
  - 이스카텔레이(Искателей)